# Leonid Sedov
Pour les articles homonymes, voir Sedov.
Leonid Ivanovitch Sedov (14 novembre 1907 – 5 septembre 1999, parfois francisé en Léonide) est un physicien soviétique qui a joué le rôle de porte-parole officiel pour le programme spatial soviétique dans les années 1950 et 1960.

## Biographie
Sedov sort diplômé de l’université Lomonossov en 1930 et travaille ensuite jusqu'en 1947 à l’Institut central d'aérodynamique. Il soutient sa thèse devant Tchaplyguine et Joukovski (1936),  obtient l'année suivante la chaire d’hydrodynamique de l’Université Lomonossov et soutient sa thèse d'habilitation (« Théorie des écoulements plans dans les liquides », 1938) sous la direction de Mikhaïl Lavrentiev. Il est membre en 1945 de l’Institut Steklov.
Sedov s’est illustré dans la résolution mathématique des équations de Navier-Stokes, qui régissent l’hydrodynamique et l’aérodynamique. Ses méthodes, fondées sur l’analyse dimensionnelle, lui ont permis d'étudier la propagation des ondes de choc et la percussion des solides. Il a analysé la répartition des pressions et les écoulements instationnaires autour des ailes d'avion. Durant la Seconde Guerre mondiale, il fait partie des physiciens qui parviennent à modéliser les phénomènes qui accompagnent l’onde de choc produite par une explosion violente : il formule pour cela l’hypothèse d’écoulement autosimilaire, dont il donnera plus tard (1977) le détail dans un ouvrage demeuré classique. Ces résultats sont obtenus indépendamment de Geoffrey Ingram Taylor, qui s’attaque aux mêmes questions à l’Ouest. Sedov a développé des modèles rhéologiques intégrant le couplage des phénomènes électrodynamiques et thermiques, et les a intégrés à un principe variationnel dérivé des Équations d'Euler. 
En 1955, Sedov annonce l’intention de l’Union soviétique de lancer un satellite artificiel dans le cadre de l’Année géophysique internationale de 1957. Par la suite, il joue le rôle de porte-parole officieux pour le programme spatial soviétique. Sedov sera longtemps considéré par les spécialistes occidentaux comme le véritable responsable du programme spatial soviétique car l’existence de Sergueï Korolev est maintenue secrète par les dirigeants soviétiques,. Sedov est le président de la Fédération internationale d'astronautique de 1959 à 1961.

### Écrits
- Similitude et dimensions en mécanique [« Методы подобия и размерности в механике. »]  (trad. Valerii Platonov), Éditions Mir,‎ 1977

### Source
- (en) Asif A. Siddiqi, Spoutnik and the soviet space challenge, University Press of Florida, 2003, 527 p. (ISBN 978-0-8130-2627-5)